# Landesmuseum für Kunst und Kulturgeschichte Oldenburg
Das Landesmuseum für Kunst und Kulturgeschichte Oldenburg ist ein Landesmuseum in der  Stadt Oldenburg in Niedersachsen.
Zum Landesmuseum gehören drei dicht beieinander liegende Museumsstandorte: Schloss, Augusteum und Prinzenpalais.
Das Landesmuseum wurde 1921 gegründet und zwei Jahre später im Schloss eröffnet. Im Jahr 1981 wurde das Augusteum Teil des Landesmuseums. Es wurde von den Großherzögen Oldenburgs als Ort für ihre Sammlungen gebaut und später vom Kunstverein genutzt. Seit 2003 ist auch das Prinzenpalais als Museum für die Öffentlichkeit zugänglich.
Der Gesamtbestand des Landesmuseums umfasst über 30.000 Gemälde, Grafiken, kulturgeschichtliche und kunstgewerbliche Objekte.

## Sammlungen und Häuser

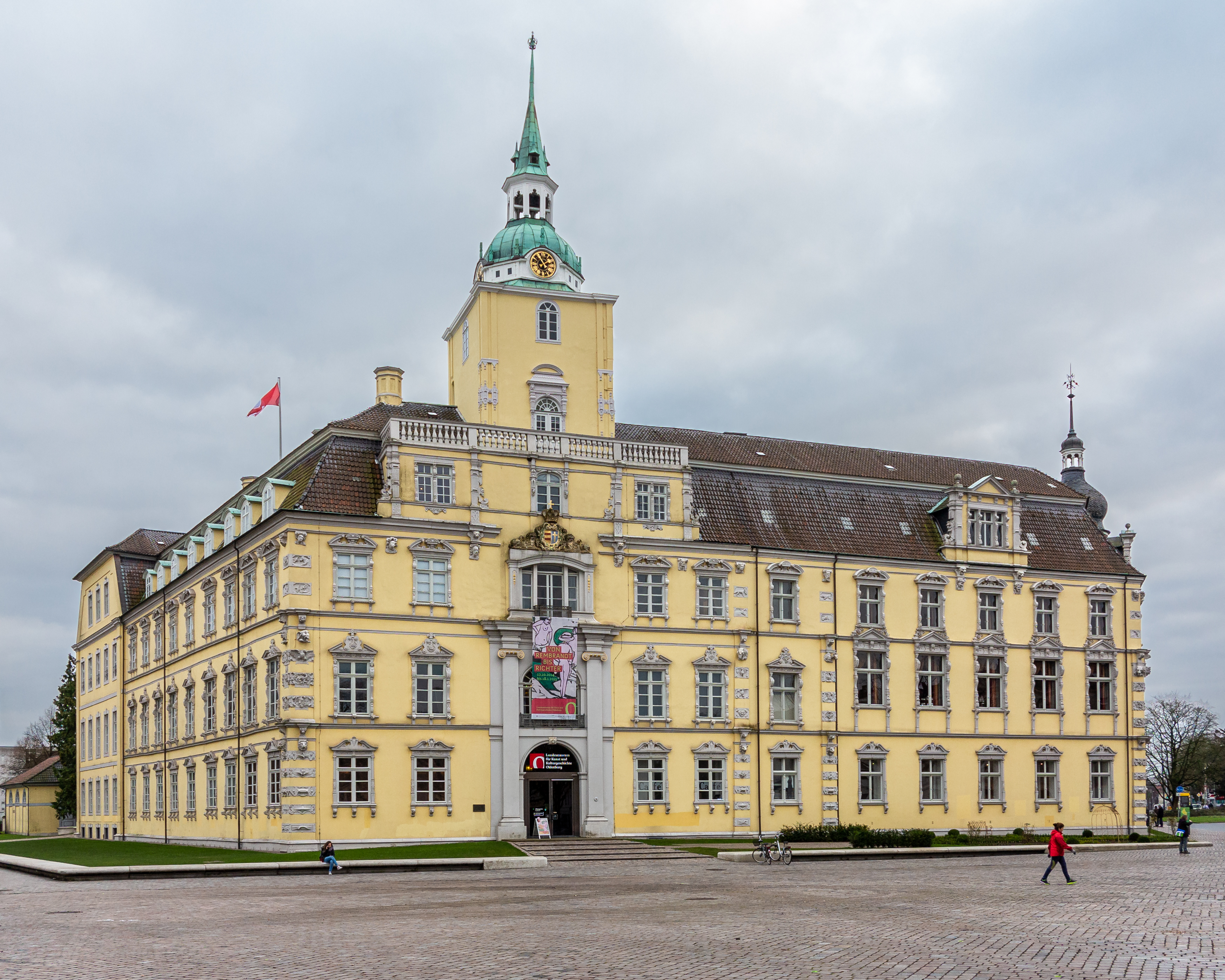
Das Oldenburger Schloss beherbergt das „Landesmuseum für Kunst- und Kulturgeschichte Oldenburg“ (2014)

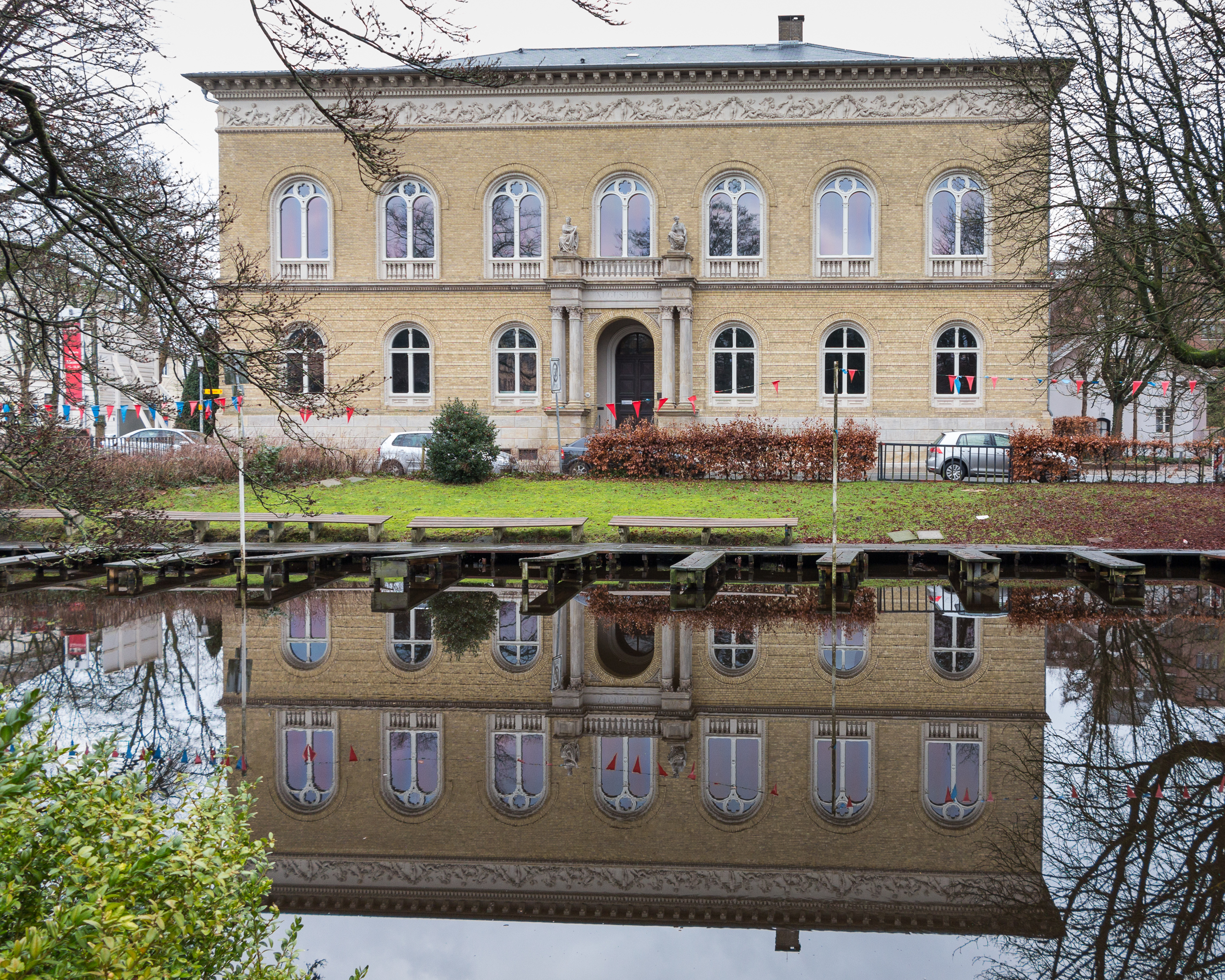
Augusteum an der Elisabethstraße (2014)

Im Schloss (Schlossplatz 1, 26122 Oldenburg), der ehemaligen Residenz von Graf Anton Günther (1583–1667) und der Großherzöge von Oldenburg bis 1918/1919, befindet sich heute das Landesmuseum für Kunst und Kulturgeschichte. Die vormals privaten Großherzoglichen Sammlungen bilden den wesentlichen Grundstock des heutigen Museums.
Rund 800 kulturgeschichtliche Exponate zeigen die Vielfalt und Besonderheit des Oldenburger Landes im Verlauf der Jahrhunderte, ausgehend vom Mittelalter bis ins 20. Jahrhundert. Die Kunstgewerbesammlung wird auf 400 Quadratmetern präsentiert. Sie umfasst unter anderem mittelalterliche Handschriften, Elfenbeinschnitzereien, Jugendstilensembles und Bauhausdesign. Die historischen Prunkräume dokumentieren die Inneneinrichtung des Schlosses als Sitz der oldenburgischen Großherzöge, deren Residenzgeschichte mit dem Ersten Weltkrieg zu Ende ging.
Das 1856/57 im Stil der italienischen Renaissance errichtete und aufwendig im Geist des Historismus gestaltete Augusteum (Elisabethstraße 1, 26135 Oldenburg) war das erste Kunstmuseum Oldenburgs. Jetzt beherbergt das Gebäude, das eigens einmal dafür errichtet wurde, wieder Teile der ehemaligen Großherzoglichen Gemäldesammlung, vor allem italienische, französische, niederländische und deutsche Gemälde vom 16. bis zum 18. Jahrhundert und europäische Malerei vom Mittelalter bis zur Neuzeit.
1937 wurde in der Nazi-Aktion „Entartete Kunst“ aus dem Bestand des Museums eine große Anzahl von Werken von Ernst Barlach, Max Beckmann, Heinrich Ehmsen, Lyonel Feininger, Fritz Geerken, Erich Heckel, Ernst Ludwig Kirchner, Karl Kluth, Siegfried Kunstreich, Hermann Lismann, Gerd Meyer, Paula Modersohn-Becker, Otto Mueller, Emil Nolde, Jan Oeltjen, Elsa Oeltjen-Kasimir, Max Pechstein, Franz Radziwill, Emma Ritter, Christian Rohlfs, Karl Schmidt-Rottluff, Fritz Stuckenberg, Wilhelm Tegtmeier und Fritz Winkler beschlagnahmt.
Das Prinzenpalais (Damm 1, 26135 Oldenburg) am Damm dient als Ausstellungshaus für die Kunst des 19. und 20. Jahrhunderts. Schwerpunkte der Sammlung sind der deutsche Impressionismus und der Expressionismus der Künstlergruppe  Die Brücke sowie das Werk des Dangaster Malers Franz Radziwill.
2013 erhielt das Landesmuseum aus dem Nachlass des 2012 verstorbenen Kunsthistorikers Gerhard Wietek, der von 1955 bis 1959 dort Kustos war, eine Schenkung von mehr als 750 Autographen und anderen Schriftstücken. Die Schenkung umfasst u. a. Künstlerkorrespondenzen aus den Jahren 1908 bis 1965, unter ihnen etwa 450 Briefe und Postkarten von Karl Schmidt-Rottluff sowie Briefe der aus Vechta stammenden Malerin Emma Ritter.
Anlässlich des 100-jährigen Gründungsjubiläums des Museums wurde im Jahr 2021 eine Neuausrichtung des Corporate Designs zusammen mit der Agentur HLZ entwickelt. In diesem Rahmen wurde das Museum in „Landesmuseum Kunst & Kultur Oldenburg“ umbenannt.

## Leitung
- 1921–1951:  Walter Müller-Wulckow
- 1952–1978: Herbert Wolfgang Keiser
- 1978–1998: Peter Reindl
- 1999–2009: Bernd Küster
- 2010–2024: Rainer Stamm

## Sonderausstellungen
Überregional bedeutende Sonderausstellungen aber auch Ausstellungen mit regionalen Schwerpunkten ergänzen regelmäßig das Programm des Museums. Seit 2016 wird hier beispielsweise jeweils drei Wochen lang die jährliche Ausstellung der besten Pressefotos der Welt gezeigt (World Press Photo).